# Lek Kćira
Lek Kćira (Kçira) (ur. 28 stycznia 1983 w Prizrenie) – chorwacki piłkarz kosowskiego pochodzenia, grający na pozycji obrońcy. W latach 2005–2007 występował w pierwszoligowym polskim klubie, Górniku Łęczna. Obecnie gracz chorwackiego Croatia Hrastje.

## Kariera
Chorwat, posiadający także albański paszport, rozpoczynał swoją karierę w NK Hrvatskim dragovoljacu z Zagrzebia, gdzie grał od 2002 do 2005, rozgrywając w II lidze chorwackiej 45 spotkań. Zimą 2006 roku przeszedł do klubu polskiej ekstraklasy - Górnika Łęczna. W ekstraklasie zadebiutował 22 kwietnia 2006, pojawiając się na boisku podczas meczu z Wisłą Płock, zmieniając w 76. minucie gry Piotra Bronowickiego. Do końca sezonu 2005/2006 wystąpił trzy razy jako rezerwowy. W barwach łęcznian zakończył kolejny sezon równie szybko jak go rozpoczął; jego ostatni występ w Polsce nastąpił 12 sierpnia 2007 w spotkaniu z Górnikiem Zabrze. W tym samym sezonie Górnik Łęczna został zdegradowany do II ligi za korupcję.
Resztę rozgrywek dograł w barwach rodzimego klubu z Zagrzebia do którego został wypożyczony, a latem 2007 zmienił klub na silnego pierwszoligowca - Varteks Varaždin. Nie był tam jednak podstawowym zawodnikiem, więc w przerwie zimowej odszedł do SK Tirana. Po sezonie gdzie wrócił do ojczyzny, aby w październiku 2009 roku przenieść się do irańskiego Steel Azin. W swojej karierze też grał w takich klubach jak: Szahin Buszahr, Kelantan FA, HNK Gorica, Songkhla United FC, Duhok SC, NK Zagorec, NK Međimurje i ASKÖ Oberdorf.